# Doris Kloimstein
Doris Kloimstein (* 11. Dezember 1959 in Linz) ist eine österreichische Schriftstellerin.

## Leben
Doris Kloimstein wuchs in ihrer Geburtsstadt Linz auf und besuchte dort das Oberstufenrealgymnasium. Später studierte sie Theaterwissenschaften und Kunstgeschichte an der Universität Wien, wo sie 1983 mit einer Dissertation über die Entstehungs- und Wirkungsgeschichte von Godspell und Jesus Christ Superstar zum Dr. phil. promoviert wurde. 1984 zog sie aus familiären Gründen nach St. Pölten. Sie heiratete und wurde Mutter eines Sohnes.
Kloimstein arbeitete in verschiedenen Berufen, unter anderem als Dramaturgin, Redakteurin und Sachbearbeiterin in der Österreichischen Gesellschaft für Musik in Wien. Von 2003 bis 2005 leitete sie ein Schulprojekt in der Colônia Tirol de Santa Leopoldina in Brasilien. Zuletzt war sie ab 2005 pädagogische Mitarbeiterin im Katholischen Bildungswerk der Diözese St. Pölten. Seit ihrer Pensionierung ist sie als freie Schriftstellerin tätig.
Kloimstein schreibt insbesondere Lyrik, Erzählungen, Kurzgeschichten, Theatertexte und Essays. Texte von ihr wurden von den oberösterreichischen Komponisten Fridolin Dallinger und Balduin Sulzer vertont. Sie veröffentlicht populärwissenschaftliche und literarische Beiträge in Zeitschriften, Anthologien und im Rundfunk. Sie war Mitbegründerin und von 1998 bis 2003 Herausgeberin der Literaturzeitschrift @cetera. Sie gab auch einige Reiseführer und Kataloge heraus. Daneben übersetzt sie Fachtexte aus dem Französischen, Brasilianischen und Hindi.
1991 wurde Kloimstein mit dem Anerkennungspreis für Literatur des Landes Niederösterreich ausgezeichnet. 2001 erhielt sie ein Arbeitsstipendium des Bundeskanzleramtes und den Förderpreis für Wissenschaft und Kunst der Landeshauptstadt St. Pölten.
Kloimstein ist Mitglied und ehemalige Generalsekretärin (ca. 2015–2017) des Österreichischen PEN-Clubs sowie Mitglied des Österreichischen Schriftsteller/innenverbandes, der Literarischen Gesellschaft St. Pölten (LitGes), des Literaturkreises Podium und des Innsbrucker Turmbundes.

## Werke (Auswahl)
- Studien zur Entstehungs- und Wirkungsgeschichte von „Godspell“ und „Jesus Christ Superstar“ im Zusammenhang mit der Avantgarde der Späten Sechziger Jahre. Dissertation. Universität Wien, 1983, OCLC 68488245.
- Stricharten: Notationen ohne Violinschlüssel. Gedichte. Österr. Literaturforum, Krems 1992, ISBN 3-900959-23-4.
- Koffer habe ich keinen, den ich mir tragen helfen könnte. Kurzgeschichten. Österr. Literaturforum, Krems 1994, ISBN 3-900959-44-7.
- Fingersätze: gymnosophistische Betrachtungen. 64 lyrische Texte, edition wort-ton-art, Wien 2000, ISBN 3-9501320-0-7.
- Mein Kosmos. Lyrische Texte zu Ölkreidearbeiten von Hannelore Mann. edition wort-ton-art, Wien 2003, ISBN 3-9501320-2-3.
- Paganini und die Überschwemmten von Saint Etienne. 24 Capricen für Sprecher solo. Textbuch mit Illustrationen von Franz Schwarzinger. edition wort-ton-art, Wien 2004, ISBN 3-9501320-4-X, Uraufführung der Schauspielfassung von Paganini und … am 30. September 2004 im Theater Forum Schwechat bei Wien.
- Kleine Zehen. Erzählung. Edition die Donau hinunter, Wien 2004, ISBN 3-901233-28-8.
- Abara. Für Mezzosopran und Klavier. Musik: Willy Giefer, Edition Gravis Verlag, Brühl 2014.
- Blumenküsser. Kurzgeschichten aus dem Atlantischen Urwald Brasiliens. edition innsalz, aspach, wien, meran 2006, ISBN 3-900050-79-1.
- mit Ingrid Schramm und Edwin Baumgartner: Nennen wir ihn Rumpelstilzchen: Geschichten vom Literatenstammtisch. Goldegg Verlag. Berlin 2019, ISBN 978-3-99060-119-8.
- mit Ursula Fischer und Renate Minarz (Hrsg.): Noahs Fest: eine Art Stundenbuch. Kral Verlag, Berndorf 2012, ISBN 978-3-99103-021-8.
- Lazarus und sein Esel. Ein kleines, heiteres Singspiel über das ewige Leben in einem Aufzug. Musik: Balduin Sulzer, 2015.